# چیزی وحشی (فیلم ۱۹۸۶)
چیزی وحشی (به انگلیسی: Something Wild) فیلمی محصول سال ۱۹۸۶ و به کارگردانی جاناتان دمی است. در این فیلم بازیگرانی همچون ملانی گریفیث، جف دانیلز، ری لیوتا، چارلز نپیر، جان سیلس، تریسی والتر، جان واترز، مارگارت کالین ایفای نقش کرده‌اند.